# 179901 Romanbrajša
179901 Romanbrajša è un asteroide della fascia principale. Scoperto nel 2002, presenta un'orbita caratterizzata da un semiasse maggiore pari a 2,5363030 au e da un'eccentricità di 0,1521124, inclinata di 6,26171° rispetto all'eclittica.